# Micrurus nattereri
Espèce
Synonymes
- Micrurus surinamensis nattereri Schmidt, 1952

Micrurus nattereri est une espèce de serpents de la famille des Elapidae. 

## Répartition
Cette espèce se rencontre au Venezuela, en Colombie et au Brésil.

## Étymologie
Cette espèce est nommée en l'honneur de Johann Natterer.

## Publication originale
- Schmidt, 1952 : The Surinam coral snake, Micrurus surinamensis. Fieldiana: Zoology vol. 34, n. 4, p. 25-34 (texte intégral).